# Санто-Доминго (Куба)
Санто-Доминго (исп. Santo Domingo) — муниципалитет и город в провинции Вилья-Клара на Кубе.
Был основан в 1819 году, статус муниципалитета получил в 1879 году.

## География
На севере граничит с Корралильо, Кемадо-де-Гуинес и Сагуа-ла-Гранде, на востоке с Сифуэнтес и Ранчуэло, на западе с Матансасом и на юге с Сьенфуэгосом.
Общая площадь 883 км².

## Административно-территориальное деление
Муниципалитет делится на районы и сёла: Альварес (Alvarez), Аренас (Arenas), Баракальдо (Baracaldo), Каскахаль (Cascajal), Серрито (Cerrito), Эсте (Este), Джодж Вашингтон (George Washington), Хикотеа (Jicotea), Хикиабо (Jiquiabo), Манакас (Manacas), Мордасо (Mordazo), Оэсте (Oeste), Пуэрто Эскондидо (Puerto Escondido), Рио (Río), Родриго (Rodrigo), Сан Бартоломе (San Bartolomé), Сан Маркос (San Marcos) и Ябусито (Yabucito)[стиль].

## Демография
Численность населения муниципалитета 53 840 человек (по состоянию на 2004 год).
| 1907   | 1919   | 1931   | 1943   | 1953   |
| ------ | ------ | ------ | ------ | ------ |
| 20 044 | 24 849 | 25 730 | 28 373 | 32 605 |